# Roberto Durán
Roberto Durán Samaniego, detto "Manos de Piedra" (Mani di Pietra) (Panama, 16 giugno 1951), è un ex pugile panamense.
Nel 2001, Ring Magazine lo ha eletto il peso leggero più forte di tutti i tempi. Nel 2002, sempre Ring Magazine, lo ha collocato tra i cinque migliori pugili degli ultimi ottanta anni, preceduto solamente da Sugar Ray Robinson, Henry Armstrong, Muhammad Ali e Joe Louis. Nel 2007 è entrato a far parte della International Boxing Hall of Fame.
Durán è stato campione del mondo in quattro diverse categorie di peso: leggeri (1972–1979), welter (1980), superwelter (1983–1984), medi (1989-1990). Proprio l'incontro del 1989, che gli valse il titolo dei pesi medi, contro Iran Barkley, venne giudicato da Ring Magazine l'incontro dell'anno (Ring Magazine fight of the year).
Nel 1979 partecipa al film Rocky II in una scena in cui fa da sparring partner a Rocky Balboa.
Nel 1986 partecipa all'episodio " Payback" (2x19) della serie TV Miami Vice.

## La carriera

### Primi anni
Roberto Durán debuttò come pugile professionista a soli sedici anni ed otto mesi, nella categoria dei pesi gallo, vincendo ai punti contro il connazionale Carlos Mendoza. Il più che dignitoso avversario era al suo secondo incontro e il 28 settembre 1979 avrebbe combattuto una sfida mondiale per i pesi supergallo contro Wilfredo Gómez perdendo per Knock-out tecnico alla 10ª ripresa.
Nei primi anni di carriera, anche a causa della sua giovanissima età, Durán passò rapidamente dai pesi gallo ai pesi leggeri, inanellando un record di 28 vittorie su altrettanti incontri, di cui ben 24 prima del limite. Il 16 ottobre 1971, al limite dei leggeri, batté l'ex campione del mondo dei pesi superpiuma Hiroshi Kobayashi, per KO al settimo round.

### Pesi leggeri
Il 26 giugno del 1972, al Madison Square Garden di New York, appena ventunenne, Roberto Duran incontrò il britannico Ken Buchanan, campione del mondo WBA dei pesi leggeri, con all'attivo l'impressionante record di 43 vittorie, di cui ben 23 per KO, ed una sola sconfitta. Il pugile panamense stese il campione con un cross destro, proprio all'inizio del primo round, ma il combattimento terminò in maniera controversa: allo scadere del 13º round, Duran, infatti, colpì Buchanan, molto probabilmente, sotto la cintura, ma l'arbitro non fu di questo avviso e, poiché il pugile britannico non riuscì più a proseguire, Manos de piedra si laureò nuovo campione dei pesi leggeri per la WBA.
La prima sconfitta per Duran arrivò nello stesso 1972 e sempre al Madison Square Garden, per mano del coetaneo pugile portoricano Esteban de Jesús, detto Vita: campione portoricano dei pesi leggeri, con all'attivo un record di 33 vittorie, di cui 20 prima del limite, ed una sola sconfitta. De Jesús dominò Duran per tutto il match, mandandolo al tappeto già nella 1ª ripresa. Il match era al limite delle 138 libbre, cioè il peso della categoria dei leggeri e, quindi, non valido per il titolo mondiale. La rivista statunitense Ring Magazine nominò comunque l'incontro sorpresa dell’anno del 1972, ritenendolo quello conclusosi nel modo più contrario alle aspettative generali, sconvolgendo ogni previsione.
Duran rimase campione dei pesi leggeri per tutto il 1973 quindi, il 16 marzo del 1974 a Panama, sfidò nuovamente Esteban de Jesús, questa volta in un incontro valido per il titolo. Di nuovo, il match si aprì con Duran a tappeto nella 1ª ripresa, tuttavia, una volta rialzatosi, il campione punì duramente de Jesús, mandandolo knockdown una prima volta alla 7ª ripresa e poi definitivamente KO, all'11ª.
I due si incontrarono di nuovo nel 1978. Esteban de Jesús, nel frattempo, aveva tentato la scalata al titolo WBA dei pesi superleggeri, perdendo ai punti, nel 1975, contro il campione Antonio Cervantes,detto Kid Pambelé, ma aveva poi vinto, l'anno successivo, il titolo WBC dei pesi leggeri, sconfiggendo il campione Guts Ishimatsu con verdetto unanime. Dunque, il terzo incontro tra i due valeva l'unificazione dei titoli dei pesi leggeri.
Il match si disputò il 21 gennaio al Caesars Palace di Las Vegas e, dopo un incontro molto equilibrato, Duran mise fine alle velleità del portoricano alla 12ª ripresa, quando, dopo che de Jesús si era rialzato da un atterramento, i suoi secondi decisero di gettare la spugna.

### Pesi welter
Nonostante quello con De Jesus fosse, di fatto, l'ultimo incontro disputato tra i pesi leggeri, Duran abbandonò i titoli di campione solo nel gennaio dell'anno dopo, quando aveva già disputato diversi incontri come peso welter, categoria nella quale arrivò a sfidare il campione della WBC, Sugar Ray Leonard, il 20 giugno del 1980. Il match vedeva di fronte due dei migliori pugili del momento: se da un lato, infatti, c'era l'ex campione indiscusso dei pesi leggeri ed uno dei più grandi picchiatori che fossero mai saliti sul ring, dall'altra parte c'era un predestinato. Sugar Ray Leonard, infatti, aveva disputato da dilettante 145 incontri, vincendone 140, di cui 75 per KO ed aveva subito solo 5 sconfitte. Nel 1973 aveva vinto i Golden Gloves tra i pesi leggeri e nel 1974 tra i pesi superleggeri. Sempre tra i pesi superleggeri, l'anno successivo aveva vinto i Giochi Panamericani e nel 1976 la medaglia d'oro alle Olimpiadi di Montreal. Passato al professionismo nel 1977, allenato da Angelo Dundee, già allenatore di Muhammad Ali, aveva conquistato la corona WBC dei pesi welter nel 1979, sconfiggendo niente meno che La Bibbia della boxe, l'imbattuto Wilfred Benítez, il più giovane campione del mondo nella storia del pugilato, avendo conquistato il titolo dei pesi superleggeri a soli diciassette anni e sei mesi. Leonard sconfisse Benitez con un KO tecnico alla 15ª ripresa.
L'incontro tra Leonard e Duran si disputò proprio allo stadio Olimpico di Montréal, dove, quattro anni prima, Sugar Ray aveva vinto la sua medaglia d'oro. Il pugile statunitense guadagnò una borsa di circa 7,5 milioni di dollari, la cifra più alta mai ottenuta sino ad allora per un incontro di pugilato. Leonard era dato favorito 9 a 5 ma a vincere, con verdetto unanime, fu invece Roberto Manos de piedra Duran.
Alla fine dell'incontro Sugar dichiarò di non aver mai incontrato un pugile duro come Duran, mentre all'entrata sul ring del pugile panamense il giornalista del New York Times Dave Anderson, avendo chiesto a Joe Frazier, che era a bordo ring per commentare l'incontro, se Duran gli ricordasse qualcuno, si sentì rispondere da Smokin' Joe che gli ricordava Charles Manson.

### No sigo
La rivincita si tenne il 25 novembre dello stesso anno, al Superdome di New Orleans e questa volta, con 8 milioni di dollari di borsa, fu Duran a battere il record di guadagno per un singolo incontro, anche se il favorito era ancora Leonard 6 a 5.
Il match passò alla storia come l'incontro del no sigo: alla 8ª ripresa, infatti, quando Leonard era in vantaggio ai punti e stava dominando il round, Duran si ritirò tra lo stupore del pubblico e dei suoi secondi, pronunciando la famosa frase "No sigo". In seguito, fornì diverse versioni dell'accaduto: prima disse di essersi ritirato per dolori allo stomaco, quindi dichiarò di aver detto ai suoi secondi "No quiero pelear con el payaso" (non voglio combattere con quel pagliaccio). Tuttavia è opinione comune, a partire dagli uomini del suo stesso team, che si fosse ritirato perché frustrato dall'incapacità di colpire Leonard.

### Pesi superwelter
Il secondo match con Leonard fu l'ultimo di Duran disputato come peso welter. Dall'anno successivo, infatti, salì alla categoria dei pesi superwelter, tentando la conquista del titolo, versione WBC, nel 1982, proprio contro Wilfred Benítez, la cui unica sconfitta in carriera era stata ad opera di Sugar Ray Leonard, ma venne battuto con verdetto unanime. L'incontro successivo, sempre nello stesso anno, si risolse in un'altra sconfitta, anche se per decisione contrastata, contro il poco più che mediocre Kirkland Laing, detto The Gifted One. Il match fu giudicato da Ring Magazine il risultato a sorpresa dell'anno (Ring Magazine Upset of the year).
Ormai trentunenne, Roberto Manos de piedra Duran sembrava al tramonto della carriera, ma nel 1983, proprio nel giorno del suo trentaduesimo compleanno, sconfisse l'imbattuto campione del mondo WBA dei pesi superwelter Davey Moore, che vantava un record di 12 vittorie su altrettanti match disputati, di cui 9 prima del limite, con un perentorio KO tecnico alla 8ª ripresa, divenendo, così, campione del mondo in tre diverse categorie di peso.

### Pesi medi
Nello stesso anno, pur mantenendo il titolo conquistato, Duran passò ai pesi medi, per sfidare il campione in carica, uno dei più forti pugili in circolazione, Marvin Hagler, The Marvelous, che aveva un record di 57 vittorie, di cui ben 48 prima del limite, 2 pareggi e 2 sole sconfitte, subite contro due pugili, Bobby Watts e Willie Monroe, che aveva poi provveduto a mandare al tappeto nelle rispettive rivincite.  Era campione del mondo dei pesi medi dal 1980 ed era stato il primo pugile ad unificare le tre cinture WBA, WBC, IBF. Duran cercava, invece, di diventare campione del mondo in due diverse categorie contemporaneamente. Hagler era dato favorito 4 a 1.
Per la prima volta da quando era campione, il pugile statunitense venne costretto da Duran ad arrivare al verdetto dei giudici. Risultò comunque, seppur di stretta misura, vincente all'unanimità.

### Il ritorno ai superwelter
Fallito il tentativo di conquistare la corona dei pesi medi, nel 1984 Duran tornò ai pesi superwelter, per sfidare il nuovo campione della WBC: Il Cobra di Motor City, Thomas Hearns, The Hitman. Al momento dell'incontro, Hearns aveva un record di 38 vittorie, di cui 32 prima del limite ed una sola sconfitta, ad opera del solito Sugar Ray Leonard.  Poiché, per disputare questo incontro, Manos de piedra non incontrò lo sfidante ufficiale della WBA, l'imbattuto Mike McCallum, The Bodysnatcher, la federazione lo destituì del titolo.
L'incontro si disputò il giorno prima del trentatreesimo compleanno di Duran e questa volta, contro il ventiseienne Hearns, il pugile panamense rimediò la sua più brutta sconfitta: venne messo KO per ben due volte nel corso della 1ª ripresa, quindi, al suono del gong, si diresse all'angolo neutro, costringendo uno dei suoi secondi a riportarlo al proprio angolo. Dopo un nuovo atterramento nella 2ª ripresa, l'arbitro interruppe l'incontro.

### Pesi supermedi
Dopo la brutta sconfitta contro Thomas Hearns, Roberto Duran rimase lontano dal ring per un anno, ma, invece di ritirarsi, tornò a combattere nel 1986, all'età di trentacinque anni, nella categoria dei pesi supermedi. Tra i supermedi combatté sino al 1988, incontrando tutti pugili mediocri ed ottenendo 7 vittorie, di cui 3 per KO, ed 1 sconfitta per split decision, ad opera di Robbie Sims, fratellastro di Marvin Hagler.

### Il ritorno ai medi
Duran sembrava, ormai, uno dei tanti, troppi pugili, che hanno la sfortuna di sopravvivere alla propria boxe, quando, nel 1989, già trentasettenne, ebbe l'opportunità di sfidare il nuovo campione dei pesi medi versione WBC, il ventinovenne Iran Barkley, detto Blade. Invero, prima di ottenere la cintura, Barkley non aveva mostrato grandi doti pugilistiche: nel 1987 aveva perso ai punti contro Sumbu Kalambay per il titolo vacante WBA.  Tuttavia, il 6 giugno del 1988, con un incontro che fu l'Upset of the year di Ring Magazine, Barkley sconfisse il campione del mondo Thomas Hearns, con un sorprendente KO tecnico alla terza ripresa, nella quale il campione del mondo terminò al tappeto per ben due volte, prima dell'interruzione.
L'incontro tra Barkley e Duran fu durissimo e molto equilibrato, Manos de Piedra si rivelò essere ancora un combattente incredibile e, seppur per split decision, il panamense ottenne il quarto titolo, in altrettante categorie di peso. L'incontro venne giudicato da Ring Magazine fight of the year

### Il ritorno ai supermedi
Tutt'altro che appagato, Duran rilanciò, cercando l'impresa storica. Soltanto dieci mesi dopo la conquista del titolo, passato di nuovo ai pesi supermedi, sfidò, di nuovo, il pugile che, per certi versi, lo aveva umiliato: Sugar Ray Leonard, il quale, nel 1988, era divenuto campione WBC della categoria, con un KO tecnico alla 9ª ripresa contro il canadese Donny Lalonde, detto Golden Boy. Se Duran avesse vinto, sarebbe divenuto campione del mondo in due diverse categorie di peso contemporaneamente, come già aveva provato a fare nel 1983.
L'incontro tra i due campioni si tenne il 7 dicembre del 1989 al Mirage Hotel & Casino di Las Vegas e venne pubblicizzato come Uno Mas (ancora uno), in riferimento al famoso No Mas pronunciato da Duran nove anni prima. Come per i due precedenti, anche questa volta Leonard era dato favorito, in questo caso 9 a 5 e, effettivamente, dominò il match dall'inizio alla fine, vincendo con verdetto unanime.
L'incontro fu fischiato dalla folla per la sua mancanza di spettacolarità, tanto che Pat Putnam, in difesa di Leonard, scrisse su Sports Illustrated: "Leonard ha dato loro perfezione artistica, quando loro volevano un'accesa battaglia e lo hanno fischiato a squarciagola. La maggior parte dei fans del pugilato non spenderebbe un centesimo per guardare Van Gogh dipingere I girasoli, ma riempirebbe lo Yankee Stadium per vederlo tagliarsi l'orecchio".
Dopo la sconfitta con Leonard, Duran, nuovamente, si fermò per un anno, ma, ancora una volta, nel 1991, tornò sul ring, all'età di quaranta anni, perdendo per KO tecnico alla 6ª ripresa contro Pat Lawlor.
Dopo qualche incontro con pugili di secondo livello, nel 1994 sfidò il campione della sigla minore IBC, Vinny Paz, The Pazmanian Devil, già campione dei pesi leggeri nel 1987 e dei pesi superwelter nel 1991. Il panamense perse ai punti con verdetto unanime e allo stesso modo finì la rivincita dell'anno successivo.

### Di nuovo nei Pesi medi
Nel 1996, Duran tornò tra i pesi medi per contendersi il titolo vacante della IBC contro un'altra leggenda del ring, anch'essa nella fase discendente della carriera: il portoricano Hector Macho Camacho, ormai trentaquattrenne, ma già campione dei pesi superpiuma, versione WBC, nel 1983, dei pesi leggeri, sempre WBC, tra il 1986 ed il 1987, e dei pesi superleggeri, versione WBO, dal 1989 al 1992. Camacho arrivava all'incontro con un record di 58 vittorie, di cui 29 prima del limite, 1 pareggio e solo 3 sconfitte, delle quali, la prima subita contro Greg Haugen, che aveva, poi, battuto nella rivincita, e le altre due inflittegli da due grandi della boxe, la leggenda Julio César Chávez ed il talento puro e suo connazionale Félix Trinidad.
Duran perse ai punti con verdetto unanime.

### Gli ultimi anni
Dopo l'ennesima sconfitta tornò ai pesi supermedi, dove sono da ricordare i due incontri del 1997 con Jorge Fernando Castro, detto Locomotora, già campione dei pesi medi tra il 1994 ed il 1995, il primo perso ed il secondo vinto ai punti con verdetti unanimi. Quindi, nel 1998, di nuovo tra i pesi medi, rimediò una dura sconfitta per KO tecnico alla 3ª ripresa contro il campione WBA William Joppy, pugile ventottenne che vantava un record di 25 vittorie, di cui 19 per KO, 1 pareggio, ed una sola sconfitta contro Julio Cesar Green, che, peraltro, aveva, poi, sconfitto nella rivincita. Ma neanche questa dura punizione bastò a far desistere Duran, il quale, nel 2000, nel giorno del suo quarantanovesimo compleanno, sconfiggendo Pat Lawlor ai punti, in una sorta di rivincita dell'incontro del 1991, conquistò il titolo della federazione minore dei pesi supermedi NBA, titolo che, però, gli venne strappato già nel 2001, quando aveva ormai cinquanta anni, proprio da Hector Camacho con verdetto unanime, per quello che fu l'ultimo, inglorioso, incontro di Manos de piedra. Dopo aver perso la rivincita contro il portoricano, infatti, Duran rimase coinvolto in un grave incidente stradale, che lo indusse ad annunciare il definitivo ritiro dalla boxe.
Roberto Manos de piedra Duran ha terminato la carriera con il ragguardevole record di 103 vittorie, di cui ben 70 per KO e 16 sconfitte. Nel febbraio 2007 è stato nominato Ambasciatore dello Sport dal governo panamense.
Nel 2016 è stato realizzato il film biografico sulla sua vita Hands of Stone, per la regia di Jonathan Jakubowicz.